# Luszowianka (dopływ Chechła)
Luszowianka (Luszówka) – potok w województwie małopolskim, w powiecie chrzanowskim, w gminie Chrzanów. Bierze swój początek z mokradeł i torfowisk, między Balinem Dużym a Luszowicami, na wysokości około 280 m n.p.m. Uchodzi do Chechła w lesie na obrzeżach Osiedla Niepodległości w Chrzanowie.
Kiedyś mocno zanieczyszczona przez Zakłady Górnicze „Trzebionka” S.A. w Trzebini, obecnie żyją w niej ryby.